# Mika Ben Miled
Pour les articles homonymes, voir Miled.
Mika Ben Miled, née en 1936 à Marseille, est une monteuse, réalisatrice, journaliste, entrepreneuse et éditrice franco-tunisienne.

## Biographie
En 1953, elle travaille dans le cinéma à Paris, comme chef-monteuse puis réalisatrice. En 1963, elle se rend pour la première fois en Tunisie pour un tournage, et épouse, en 1965, un Tunisien. Elle travaille ensuite pour la Radiodiffusion-télévision tunisienne, de création récente, et y crée le service montage. Elle crée également le laboratoire technique de la Société anonyme tunisienne de production et d'expansion cinématographique. Elle y forme de nombreux techniciens et participe au tournage des premiers films de la Tunisie indépendante,.
Elle est également journaliste dans divers magazines et journaux. En 1977, elle quitte le cinéma et se lance dans l'artisanat. Elle crée des magasins, notamment la boutique El Hanout dans les souks de Tunis,. Elle revend tout quelques années plus tard pour refaire du montage et travaille notamment sur le film de Nouri Bouzid, L'Homme de cendres. Elle revient quelques années en France, y travaillant comme journaliste, puis est de retour en Tunisie où elle devient éditrice, et crée les éditions Cartaginoiseries,,.
Parmi les publications de sa maison d'édition peuvent être citées notamment une réflexion méconnue de Denis Diderot sur la propriété intellectuelle, la Lettre sur le commerce de la librairie, la réédition de Cervantès soldat à Tunis, captif à Alger avec la relation du siège de la Goulette par les Espagnols en 1574, puis une étude de Nazli Hafsia sur Le Contrat de mariage en Tunisie jusqu’en 1956. Elle prolonge sa relecture du patrimoine littéraire avec une œuvre de Marie-Catherine de Villedieu, Nouvelles affriquaines. Amours au Palais du Bardo au XVIIe siècle, réédition annotée par Hedia Khadhar, professeure à l'université de Tunis. Procédant par coup de cœur, elle publie également un livre de son beau-père décédé en 1994, Ahmed Ben Miled, consacré à l'Histoire de la médecine arabe en Tunisie. Elle édite aussi l'un de ses propres ouvrages, Chéchia, le bonnet de feutre méditerranéen, qui, à travers l'histoire de ce couvre-chef, retrace celle de Tunis et de son commerce, puis Orient baroque, Orient classique, variations du motif oriental dans les littératures d'Europe de Hedia Khadhar et Anne Duprat,.